# Carl Gsaller
Carl Gsaller (* 28. Februar 1851 in Innsbruck; † 26. Dezember 1931 ebenda) war ein österreichischer Alpinist.
Carl Gsaller wurde bekannt durch seine Erstbesteigungen und Überschreitungen im Karwendel und in den Stubaier Alpen, die er teilweise im Alleingang durchführte, sowie als Pionier im Bereich des
Felskletterns. Durch diese Leistungen und seine Veröffentlichungen wird er heute zu den maßgeblichen Wegbereitern des Bergsteigens in Tirol gezählt.

## Erstbesteigungen im Alleingang (Auswahl)
- 1878 Kleiner Bettelwurf und erste Gratüberschreitung zum Großen Bettelwurf, Hohe Villerspitze

„[...] U. 10 ist der höchste Punkt erreicht. Jetzt erst fliegen die Blicke rings in's Weite. Blauer Himmel oberhalb und die vorhandenen Wolken über den Gebirgen. Rufe der Freude schallen hernieder rings in's Thal.
Schon während des ganzen Aufstiegs vergeblich nach Spuren früherer menschlicher Anwesenheit spähend, fand ich auch an den beiden Kuppen des immerhin einigen Raum bietenden Gipfels nicht das geringste vor. Rasch wurde ein 1½ m hohes Steinmännchen aus Blöcken so erbaut, dass man selbst vom Fuss desselben auf Oberiss hinunter sah. Dies vollbracht, kam die Aussicht an die Reihe. [...].“

- 1879 Ampferstein, Marchreisenspitze
- 1883 Riepenwand, Steingrubenwand, Malgrubenspitze

## Werke (Auswahl)
- Aus dem Karwendel- und Risser-Gebirge. Von Carl Gsaller in Innsbruck. Adolf Holzhausen, Wien 1891.
Online-Text: Aus dem Karwendel- und Risser-Gebirge. Von Carl Gsaller in Innsbruck. Münchener Digitalisierungszentrum (MDZ), Bayerische Staatsbibliothek.
Digitalisat: PDF, 5,6 MB Münchener Digitalisierungszentrum (MDZ).
- Carl Gsaller: Die Kalkkögel bei Innsbruck.: Zeitschrift des deutschen und österreichischen Alpenvereins, Jahrgang 1884, S. 144–182 (online bei ANNO).
- Carl Gsaller: Studien aus der Stubaier Gebirgsgruppe.: Zeitschrift des deutschen und österreichischen Alpenvereins, Jahrgang 1886, S. 127–162 (online bei ANNO).
- Das Stubeithal: Eine topographisch-touristische Darstellung von Thal und Gebirg. Duncker & Humblot, Leipzig 1891.